# Giro del Lazio 1973
Il Giro del Lazio 1973, trentanovesima edizione della corsa, si svolse il 22 settembre 1973 su un percorso di 218 km. La vittoria fu appannaggio dell'italiano Giovanni Battaglin, che completò il percorso in 5h37'28", precedendo i connazionali Giancarlo Polidori e Alessio Antonini.
I corridori che tagliarono il traguardo furono 38.

## Ordine d'arrivo (Top 10)
| Pos. | Corridore          | Squadra            | Tempo    |
| ---- | ------------------ | ------------------ | -------- |
| 1    | Giovanni Battaglin | Jolly Ceramica     | 5h37'28" |
| 2    | Giancarlo Polidori | Scic               | a 41"    |
| 3    | Alessio Antonini   | Jolly Ceramica     | a 42"    |
| 4    | Aldo Moser         | Filotex            | a 44"    |
| 5    | Pierino Gavazzi    | Jolly Ceramica     | a 1'01"  |
| 6    | Marcello Bergamo   | Filotex            | s.t.     |
| 7    | Felice Gimondi     | Bianchi-Campagnolo | s.t.     |
| 8    | Michele Dancelli   | Scic               | s.t.     |
| 9    | Enrico Paolini     | Scic               | s.t.     |
| 10   | Tullio Rossi       | Dreherforte        | s.t.     |